# Felsberg (Hesse)
Pour les articles homonymes, voir Felsberg.
Felsberg est une ville d'Allemagne, située à environ 20 km au sud de Cassel, dans le Land de Hesse. La ville de Felsberg est jumelée avec la commune française de Vernouillet (Eure-et-Loir) depuis 1982.

## Quartiers
Depuis la réorganisation communale du 1er janvier 1974, Felsberg est composé de seize quartiers : la ville de Felsberg proprement dite, à laquelle se sont ajoutées les anciennes communes d'Altenbrunslar, Altenburg, Beuern, Böddiger, Gensungen, Helmshausen, Hesserode, Heßlar, Hilgershausen, Lohre, Melgershausen, Neuenbrunslar, Niedervorschütz, Rhünda et Wolfershausen.

## Châteaux
Felsberg est appelée aussi Drei Burgen Stadt (en français ville des trois châteaux) car la ville est entourée de trois châteaux perchés sur des collines dont le principal est situé à Felsberg même. Il se nomme Felsburg. D'autre part, une école porte aussi le nom de Drei Burgen Schule.

## Lieux d'intérêts
- Tilleul de danse d'Hilgershausen